# Каннский кинофестиваль 1984
37-й Каннский кинофестиваль 1984 года, проходивший с 11 по 23 мая в Каннах, Франция. Ален Делон опять не получил Каннского приза за роль алкоголика в фильме Бертрана Блие — «Наша история». Из-за чего устроил сцену публичного «извержения гнева».

## Жюри

### Основной конкурс
- Дирк Богард, киноактёр ( Великобритания) — председатель
- Франко Кристальди, кинопродюсер ( Италия)
- Мишель Девиль, кинорежиссёр ( Франция)
- Стэнли Донен, кинорежиссёр и продюсер ( США)
- Иштван Дошаи, директор Hungarofilm ( Венгрия)
- Арни Эстенес, журналист ( Норвегия)
- Изабель Юппер, актриса ( Франция)
- Эннио Морриконе, композитор ( Италия)
- Хорхе Семпрун, писатель ( Испания)
- Вадим Юсов, оператор ( СССР)

### «Золотая камера»
- Мехмет Басутчу ( Турция)
- Хосе Луис Гарнер ( Испания)
- Бернард Юбард ( Франция)
- Мишель Жулльен ( Франция)
- Сэмюэл Лачиз, критик ( Франция)
- Серж Леруа ( Франция)
- Абб Вайллант ( ФРГ)

## Фильмы в конкурсной программе
| Победители выделены отдельным цветом. |

| Название                         | Оригинальное название             | Режиссёр             | Страна                            |
| -------------------------------- | --------------------------------- | -------------------- | --------------------------------- |
| Другая страна                    | Another Country                   | Марек Каневска       | Великобритания                    |
| Дневник для моих детей           | Napló gyermekeimnek               | Марта Месарош        | Венгрия                           |
| Баунти                           | The Bounty                        | Роджер Дональдсон    | Великобритания, США               |
| Дневник террориста               | Cal                               | Пэт О’Коннор         | Великобритания, Ирландия          |
| День длиннее ночи                | დღეს ღამე უთენებია                | Лана Гогоберидзе     | СССР                              |
| Элемент преступления             | Forbrydelsens element             | Ларс фон Триер       | Дания                             |
| Дом и мир                        | Ghare Baire                       | Сатьяджит Рай        | Индия                             |
| Генрих IV                        | Enrico IV                         | Марко Беллоккьо      | Италия                            |
| Париж, Техас                     | Paris, Texas                      | Вим Вендерс          | ФРГ, Франция, Великобритания, США |
| Пиратка                          | La pirate                         | Жак Дуайон           | Франция                           |
| Киломбу                          | Quilombo                          | Карлус Диегис        | Бразилия                          |
| Святые невинные                  | Los santos inocentes              | Марио Камус          | Испания                           |
| Успех – лучшая месть             | Le succès à tout prix             | Ежи Сколимовский     | Франция, Великобритания           |
| Воскресенье за городом           | Un Dimanche A La Campagne         | Бертран Тавернье     | Франция                           |
| Байан Ко: Моя родная страна      | Bayan ko: Kapit sa patalim        | Лино Брокка          | Филиппины                         |
| У подножия вулкана               | Under the Volcano, Bajo el volcán | Джон Хьюстон         | США, Мексика                      |
| Работа                           | Vigil                             | Винсент Уорд         | Новая Зеландия                    |
| Путешествие на Китеру            | Ταξίδι στα Κύθηρα                 | Теодорос Ангелопулос | Греция                            |
| Там, где мечтают зелёные муравьи | Wo die grünen Ameisen träumen     | Вернер Херцог        | ФРГ, Австралия                    |

## Особый взгляд
- Кондоров не хоронят каждый день
- Путь к Брессону
- Север
- Руины
- Тартюф
- Человек цветов
- Поэт кино: Андрей Тарковский
- Где Парсифаль?
- Abel Gance et son Napoléon
- De grens
- Feroz
- Le jour S...
- Mária-nap
- Yeoin janhoksa moulleya moulleya

## Фильмы вне конкурсной программы
- Бит Стрит
- Бродвей Денни Роуз
- Выбери меня
- После репетиции
- Форт Саган
- Однажды в Америке

## Короткометражные фильмы
- Ajtó
- Bottom's Dream
- Tchouma
- Le Cheval de fer
- Orpheus and Eurydice
- Points
- Ett Rum
- Het Scheppen van een koe
- Спектакль
- Тип Топ

## Награды
- Золотая пальмовая ветвь: Париж, Техас, режиссёр Вим Вендерс
- Гран-при: Дневник для моих детей, режиссёр Марта Месарош
- Приз за лучшую мужскую роль: Франсиско Рабаль и Альфредо Ланда — Святые невинные
- Приз за лучшую женскую роль: Хелен Миррен — Дневник террориста
- Приз за лучшую режиссуру: Бертран Тавернье — Воскресенье за городом
- Приз за лучший сценарий: Тео Ангелопулос, Тонино Гуэрра и Танасис Вальтинос — Путешествие на Китеру
- Приз за художественный вклад: Питер Бижу (кинематограф) — Другая страна
- Технический гран-при: Элемент преступления, режиссёр Ларс фон Триер
- Золотая пальмовая ветвь за короткометражный фильм:
  - Железный конь, режиссёры Джеральд Фридман и Пьер Ливи
  - Чума, режиссёр Дмитрий Такайшвили
- Золотая камера: Более странно, чем в раю, режиссёр Джим Джармуш
- Перспективная Кино награда: Свобода, ночь, режиссёр Филипп Гаррель
- Приз международной ассоциации кинокритиков (ФИПРЕССИ):
  - Воспоминания о тюрьме, режиссёр Нелсон Перейра дус Сантус
  - Париж, Техас, режиссёр Вим Вендерс
  - Путешествие на Китеру, режиссёр Тео Ангелопулос
- Приз экуменического (христианского) жюри: Париж, Техас, режиссёр Вим Вендерс
- Приз экуменического (христианского) жюри — особое упоминание: Святые невинные, режиссёр Марио Камус
- Приз молодёжного жюри:
  - Приз молодёжного жюри (иностранное кино): Эпилог, режиссёр Гонсало Суарес
  - Приз молодёжного жюри (французское кино): Парень встречает девушку, режиссёр Леос Каракс